# Jules Bonnaffé
Pour les articles homonymes, voir Bonnaffé.
Jules Bonnaffé est un sculpteur et peintre né à Bordeaux (Gironde) le 19 juin 1822 et mort à Neuilly-sur-Seine le 5 février 1903.

## Biographie
Jules Bonnaffé est né à Bordeaux en 1822. Il débuta au Salon de 1848 où il envoya un tableau représentant Paul retrouvant le corps de Virginie, et une statue en plâtre. À partir de 1863, il resta longtemps sans exposer. Il reparut une dernière fois au Salon, en 1878, avec une statue de Terpsichore en marbre conservée au Havre au musée d'art moderne André-Malraux. Il habitait alors à Paris au 48, rue de la Faisanderie. À partir de cette époque, il n'est plus fait mention de lui. Il était probablement parent du collectionneur Edmond Bonnaffé mort en 1904. 

## Œuvres
- Virginie. Statue en plâtre. Salon de 1848 (n° 4622).
- Le Réveil pour l'éternité. Statue en plâtre. Salon de 1850 (no 3188).
- Tête de bacchante. Masque en plâtre. Salon de 1850 (n° 3189).
- Belle de nuit. Statue en marbre. Salon de 1857 (n° 2746).
- Danseuse. Statue en marbre. Salon de 1861 (n° 3186).
- Nymphe. Statue en marbre. Salon de 1861 (n° 3187).
- Nymphe de la Gironde. Bas-relief en pierre de Bourges. Salon de 1863 (n° 2249).
- Accalmie. Bas-relief en bronze. H. 0m73. L. 0m 58. Signé. Le Havre, musée d'art moderne André-Malraux.
- Étoile filante. Bas-relief en bronze. II. 0m26. L. 0m70. Signé. Le Havre, musée d'art moderne André-Malraux.
- Tempête. Bas-relief en bronze. H. 0m 73. L. 0m58. Signé. Le Havre, musée d'art moderne André-Malraux.
- Un faune. Buste en bronze. H.0m45. Signé. Le Havre, musée d'art moderne André-Malraux.
- Thiers. Statuette en bronze. H. 0m68. Signée et datée de 1873. Le Havre, musée d'art moderne André-Malraux.
- Terpsichore. Statue en marbre. H. 1m60. L. 0m 40. Signée. Le Havre, musée d'art moderne André-Malraux. Cette statue a figuré au Salon de 1878 (n° 4067).